# Tour de Omán 2016
La 7.ª edición del Tour de Omán es una competencia ciclistica que se corre del 16 al 21 de febrero de 2016 en el país de Omán con un recorrido total de 911 km. 
Organizada por la ASO, forma parte del UCI Asia Tour 2016, dentro de la categoría 2.HC (máxima categoría de estos circuitos).

## Equipos participantes
| Equipo                      | Cód. UCI | Categoría               |
| --------------------------- | -------- | ----------------------- |
| AG2R La Mondiale            | ALM      | UCI ProTeam             |
| Astana Pro Team             | AST      | UCI ProTeam             |
| BMC Racing Team             | BMC      | UCI ProTeam             |
| Etixx-Quick Step            | EQS      | UCI ProTeam             |
| Lampre-Merida               | LAM      | UCI ProTeam             |
| Team Dimension Data         | DDD      | UCI ProTeam             |
| Team Giant-Alpecin          | TGA      | UCI ProTeam             |
| Team Katusha                | KAT      | UCI ProTeam             |
| Team LottoNL-Jumbo          | TLJ      | UCI ProTeam             |
| Bora-Argon 18               | BOA      | Profesional Continental |
| CCC Sprandi Polkowice       | CCC      | Profesional Continental |
| Drapac Professional Cycling | DPC      | Profesional Continental |
| Fortuneo-Vital Concept      | FVC      | Profesional Continental |
| Roompot Oranje Peloton      | ROP      | Profesional Continental |
| Stölting Service Group      | SSG      | Profesional Continental |
| Topsport Vlaanderen-Baloise | TSV      | Profesional Continental |
| UnitedHealthcare            | UHC      | Profesional Continental |
| Wanty-Groupe Gobert         | WGG      | Profesional Continental |

## Etapas
El Tour de Omán dispuso de seis etapas para un recorrido total de 911 kilómetros.
| Etapa     | Fecha     | Recorrido                        | type             | Distancia (km) | Ganador              | Líder                |
| --------- | --------- | -------------------------------- | ---------------- | -------------- | -------------------- | -------------------- |
| 1.ª etapa | 16 de feb | Mascate – Al Bustan              | etapa escarpada  | 145,5          | Bob Jungels          | Bob Jungels          |
| 2.ª etapa | 17 de feb | Sib – Qurayyat                   | etapa escarpada  | 162            | Edvald Boasson Hagen | Edvald Boasson Hagen |
| 3.ª etapa | 18 de feb | Al Sawadi – Jardín Naseem        | etapa llana      | 176,5          | Alexander Kristoff   | Edvald Boasson Hagen |
| 4.ª etapa | 19 de feb | Mascate – Sierra de Jabal Akhdar | etapa de montaña | 180            | Vincenzo Nibali      | Vincenzo Nibali      |
| 5.ª etapa | 20 de feb | As-Sifah – Mascate               | etapa escarpada  | 119,5          | Edvald Boasson Hagen | Vincenzo Nibali      |
| 6.ª etapa | 21 de feb | Mascate – Matrah                 | etapa llana      | 130,5          | Alexander Kristoff   | Vincenzo Nibali      |

## Clasificaciones finales
- Las clasificaciones finalizaron de la siguiente forma:[2]

### Clasificación general
| Posición | Ciclista             | Equipo                      | Tiempo           |
| -------- | -------------------- | --------------------------- | ---------------- |
|          | Vincenzo Nibali      | Astana                      | 22 h 25 min 25 s |
| 2.º      | Romain Bardet        | AG2R La Mondiale            | a 15 s           |
| 3.º      | Jakob Fuglsang       | Astana                      | a 24 s           |
| 4.º      | Tom Dumoulin         | Giant-Alpecin               | a 40 s           |
| 5.º      | Rui Costa            | Lampre-Merida               | a 54 s           |
| 6.º      | Edvald Boasson Hagen | Dimension Data              | a 1 min 6 s      |
| 7.º      | Brendan Canty        | Drapac Professional Cycling | a 1 min 31 s     |
| 8.º      | Domenico Pozzovivo   | AG2R La Mondiale            | a 1 min 38 s     |
| 9.º      | Merhawi Kudus        | Dimension Data              | a 1 min 56 s     |
| 10.º     | Gianluca Brambilla   | Etixx-Quick Step            | a 1 min 59 s     |

### Clasificación por puntos
| Posición | Ciclista             | Equipo           | Puntos |
| -------- | -------------------- | ---------------- | ------ |
|          | Edvald Boasson Hagen | Dimension Data   | 41     |
| 2.º      | Alexander Kristoff   | Katusha          | 30     |
| 3.º      | Vincenzo Nibali      | Astana           | 28     |
| 4.º      | Greg Van Avermaet    | BMC Racing       | 26     |
| 5.º      | Romain Bardet        | AG2R La Mondiale | 24     |

### Clasificación de los jóvenes
| Posición | Ciclista          | Equipo                      | Tiempo           |
| -------- | ----------------- | --------------------------- | ---------------- |
|          | Brendan Canty     | Drapac Professional Cycling | 22 h 26 min 56 s |
| 2.º      | Merhawi Kudus     | Dimension Data              | a 25 s           |
| 3.º      | Eduardo Sepúlveda | Fortuneo-Vital Concept      | a 48 s           |
| 4.º      | Emanuel Buchmann  | Bora-Argon 18               | a 59 s           |
| 5.º      | Patrick Konrad    | Bora-Argon 18               | a 1 min 29 s     |

### Clasificación de la combatividad
| Posición | Ciclista                   | Equipo                      | Puntos |
| -------- | -------------------------- | --------------------------- | ------ |
|          | Jacques Janse Van Rensburg | Dimension Data              |        |
| 2.º      | Pieter Vanspeybrouck       | Topsport Vlaanderen-Baloise |        |
| 3.º      | Hugo Houle                 | AG2R La Mondiale            |        |
| 4.º      | Kenny de Haes              | Wanty-Groupe Gobert         |        |
| 5.º      | Pieter Weening             | Roompot Oranje Peloton      |        |

### Clasificación por equipos
| Posición | Equipo         | Tiempo           |
| -------- | -------------- | ---------------- |
|          | Dimension Data | 67 h 22 min 19 s |
| 2.º      | Astana         | a 47 s           |
| 3.º      | Bora-Argon 18  | a 3 min 14 s     |

## Evolución de las clasificaciones
| Etapa (Vencedor)                | Clasificación general | Clasificación por puntos | Clasificación de los jóvenes | Clasificación por equipos | Clasificación de la combatividad |
| ------------------------------- | --------------------- | ------------------------ | ---------------------------- | ------------------------- | -------------------------------- |
| 1ª etapa (Bob Jungels)          | Bob Jungels           | Bob Jungels              | Bob Jungels                  | Dimension Data            | Amaury Capiot                    |
| 2ª etapa (Edvald Boasson Hagen) | Edvald Boasson Hagen  | Edvald Boasson Hagen     | Patrick Konrad               | Dimension Data            | Alexander Kamp                   |
| 3ª etapa (Alexander Kristoff)   | Edvald Boasson Hagen  | Edvald Boasson Hagen     | Patrick Konrad               | Dimension Data            | Kenny de Haes                    |
| 4ª etapa (Vincenzo Nibali)      | Vincenzo Nibali       | Vincenzo Nibali          | Brendan Canty                | Dimension Data            | Stijn Steels                     |
| 5ª etapa (Edvald Boasson Hagen) | Vincenzo Nibali       | Edvald Boasson Hagen     | Brendan Canty                | Dimension Data            | Jacques Janse Van Rensburg       |
| 6ª etapa (Alexander Kristoff)   | Vincenzo Nibali       | Edvald Boasson Hagen     | Brendan Canty                | Dimension Data            | Jacques Janse Van Rensburg       |
| Final                           | Vincenzo Nibali       | Edvald Boasson Hagen     | Brendan Canty                | Dimension Data            | Jacques Janse Van Rensburg       |